# Kabayama Sukenori

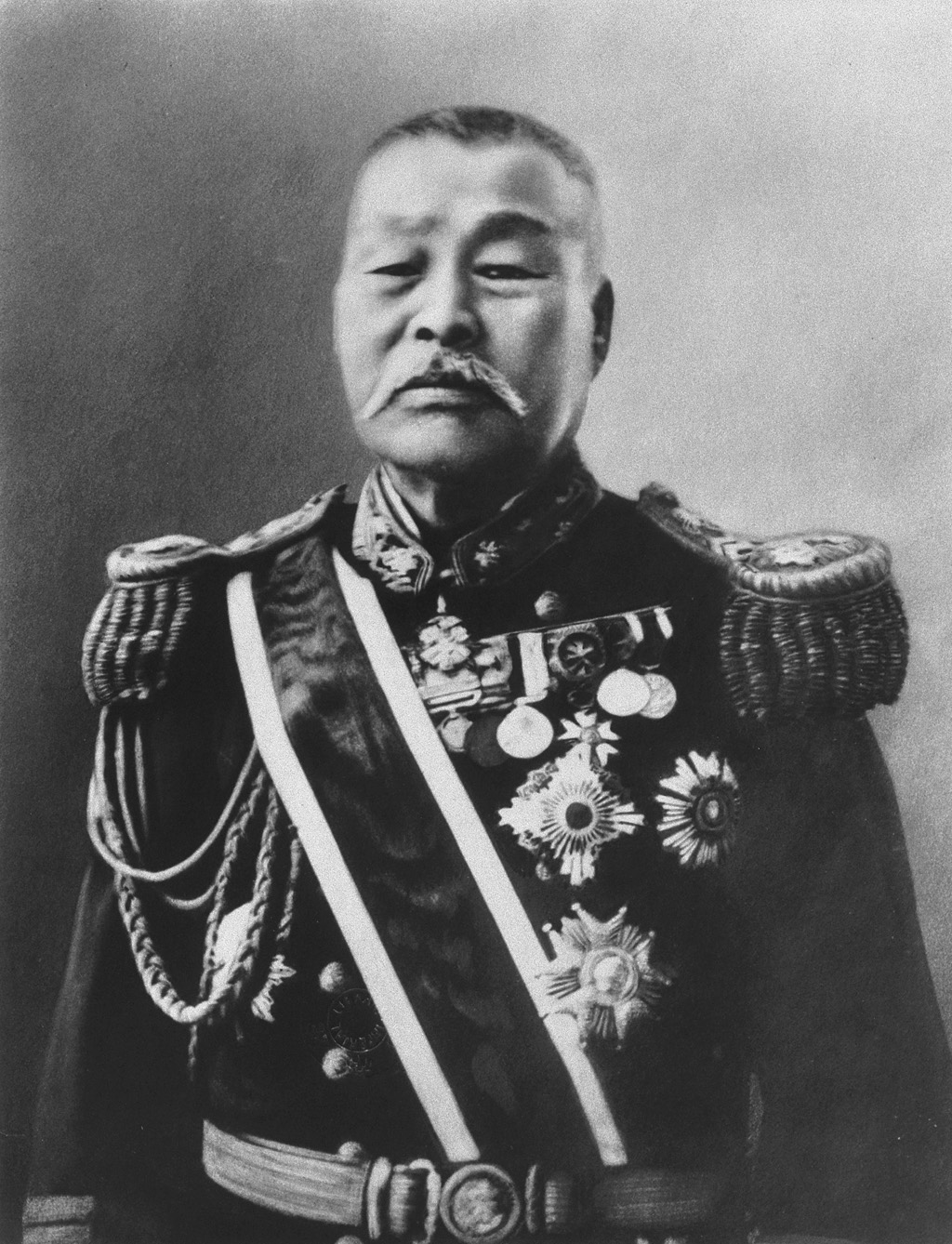
Kabayama Sukenori

Hakushaku Kabayama Sukenori (jap. 樺山 資紀; * 9. Dezember 1837 in Kagoshima,  Satsuma-han; † 8. Februar 1922 in Tokio), manchmal auch Kabayama Motonori genannt, war ein Generalmajor des Kaiserlich Japanischen Heeres, Admiral der Kaiserlich Japanischen Marine sowie Politiker.

## Leben
Kagayama Sukenori wurde im Dezember 1837 in eine Samuraifamilie des Satsuma-han, der heutigen Präfektur Kagoshima geboren. Während der Beschießung der Stadt Kagoshima durch britische Schiffe im August 1863 befand er sich dort und nahm auf Seiten der Satsuma-Kämpfer an den Gefechten teil. Später kämpfte er im Boshin-Krieg auf Seiten der kaisertreuen Truppen. Im Jahr 1871 trat er im Rang eines Majors in das Kaiserlich Japanische Heer ein. Er nahm an der japanischen Strafexpedition nach Taiwan 1874 teil und gehörte während der Satsuma-Rebellion zur Besatzung der Burg Kumamoto und half diese gegen die Kämpfer seines Heimathan zu verteidigen. Im Anschluss hieran stieg er durch die Ränge auf, wurde Chef des Kaiserlichen Stabes, Generalsuperintendent der Tokioter Polizei und schließlich Generalmajor des Heeres.
Im Jahr 1883 wechselte er zur Marine und erhielt dort den Rang eines Konteradmirals sowie den Titel eines Shishaku nach dem japanischen Adelssystem des Kazoku. Im Folgejahr erfolgte seine Beförderung zum Vizeadmiral. 1886 wurde er stellvertretender Marineminister und begab sich vom 25. September 1887 bis zum 19. Oktober 1888 auf eine Reise durch die Vereinigten Staaten und Europa. Er diente auf verschiedenen Posten, bevor er am 17. Mai 1897 im ersten Kabinett von Premierminister Yamagata Aritomo zum Marineminister berufen wurde. Er bekleidete diesen Posten auch im ersten Kabinett von Yamagatas Nachfolger Matsukata Masayoshi bis zu dessen Auflösung am 8. August 1892. Während seiner Amtszeit hielt er die berühmte Rede Ban’yū Enzetsu, in welcher er sich gegen die repräsentative Demokratie und zivilen Einfluss auf die Regierung aussprach. Nach dem Ende seiner Amtszeit als Marineminister zog er sich in den Ruhestand zurück.

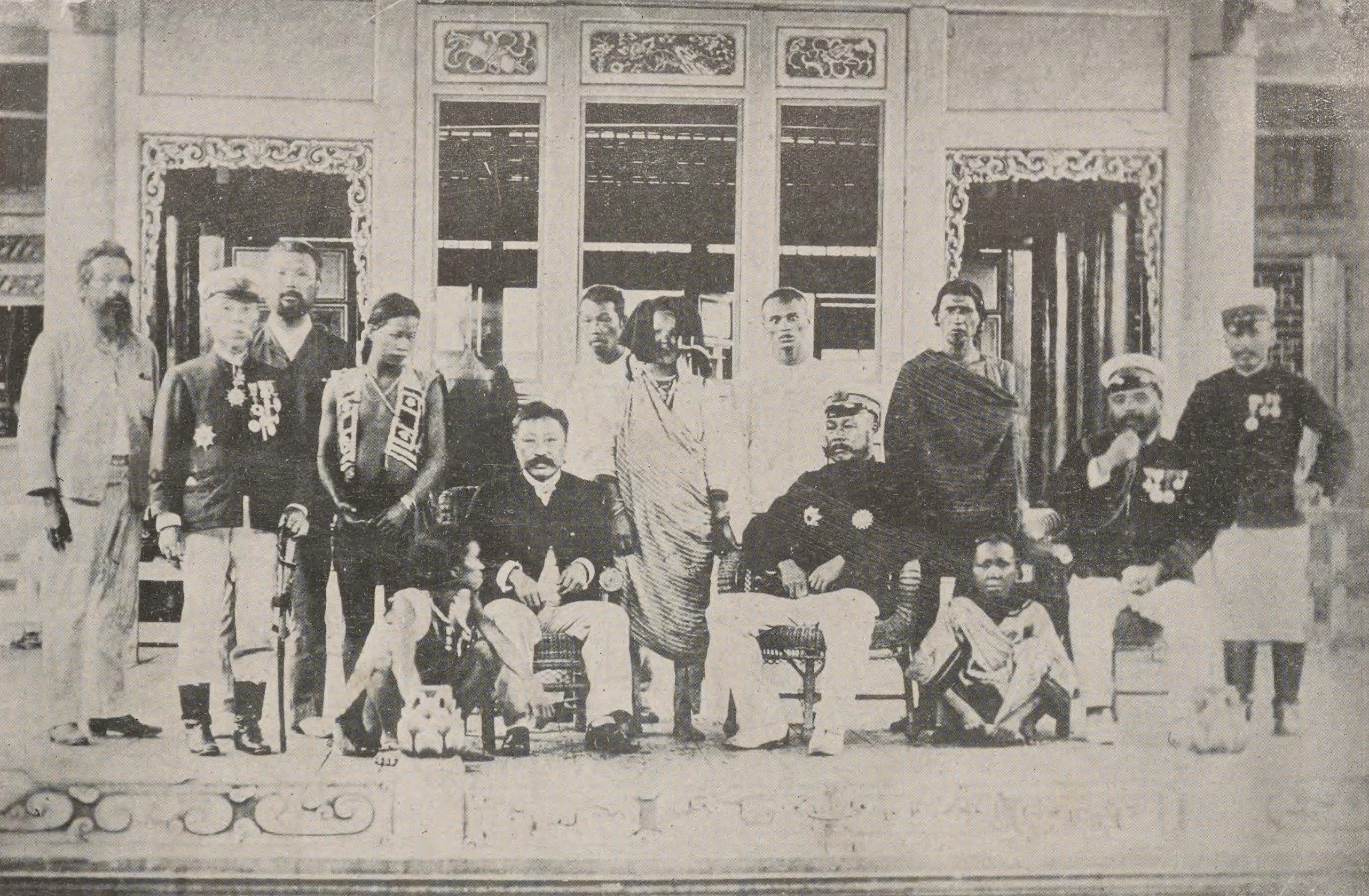
Der Generalgouverneur Kabayama empfing die Ureinwohner Taiwans

Während des Ersten Japanisch-Chinesischen Krieges wurde er in den aktiven Dienst zurückgerufen und wurde Chef der Admiralität. Er nahm an der Seeschlacht am Yalu und der Schlacht von Weihaiwei teil. Während der Seeschlacht am Yalu befahl er seinem Flaggschiff, dem nur leicht bewaffneten Transportschiff Seikyō Maru, die chinesische Flotte ebenfalls anzugreifen. Er leitete die japanische Invasion Taiwans und wurde nach der Eroberung der Insel und der Abtretung an China am 10. Mai 1895 zum vollwertigen Admiral befördert und zum ersten Generalgouverneur von Taiwan ernannt. Er bekam die Aufgabe, einen Regierungssitz für die Kolonialregierung in Taihoku einzurichten. Am 5. August desselben Jahres wurde er in den Rang eines Hakushaku erhoben und erhielt den Orden der Aufgehenden Sonne 1. Klasse verliehen.
Während Kabayamas 13-monatiger Amtszeit als Generalgouverneur kam es trotz Bemühungen, die japanische Herrschaft über die Insel zu stabilisieren, wiederholt zu Aufständen. Bei Vergeltungsaktionen der Japaner wurden etwa 2.800 Taiwaner getötet. Im Juni 1896 wurde er auf seinem Posten durch den Heeresgeneral Katsura Tarō abgelöst. Nach seiner Rückkehr nach Japan diente Kabayama nacheinander im Kronrat, als Minister für Innere Angelegenheiten im zweiten Kabinett Matsukata und als Kultusminister im zweiten Kabinett Yamagata. Im Jahr 1910 nahm er erneut seinen Abschied aus dem Militärdienst und zog sich ins Privatleben zurück. Er starb am 8. Februar 1922. Sein Grab befindet sich auf dem Somei Reien-Friedhof in Sugamo, Tokio.